# Fresque des antilopes

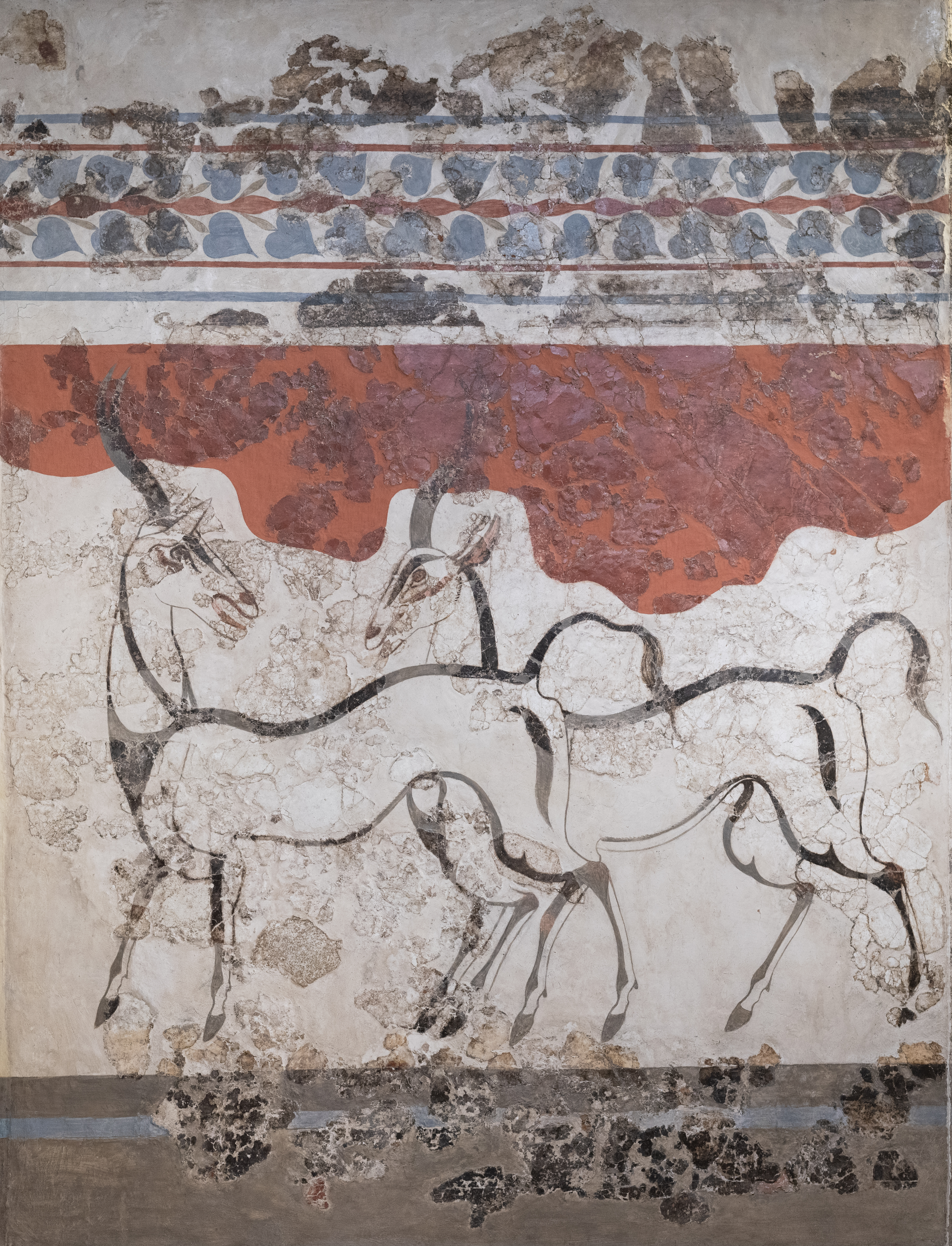
Fresque des antilopes

La fresque des antilopes est une peinture murale qui ornait le mur ouest de la salle B1 du bâtiment B de la colonie préhistorique d'Akrotiri, sur l'île de Théra (Santorin). La fresque mesure 2,75 mètres de haut sur 2 mètres de large. Des antilopes ont également été peintes à l'est (deux antilopes) et sur le mur nord (une de chaque côté de la fenêtre), tandis que sur le mur sud de la même pièce se trouvait la fresque des boxeurs.
La fresque des antilopes est conservée au musée national archéologique d'Athènes.

## Description
La paire d’antilopes Oryx beisa n’est rendue que par son contour, avec de fortes lignes noires, parfois plus épaisses, parfois plus minces et parfois aussi dupliquées. Les têtes des animaux utilisent également le rouge pour afficher leurs détails. L'exactitude des détails suggère que ces animaux doivent avoir réellement vécu sur l'île avant l'éruption minoenne. Le fond est blanc et rouge, représentant probablement la terre et le ciel. Au sommet du mur se trouvait une zone décorative blanche avec une branche de lierre rouge et des feuilles de lierre en bleu et vert. Il y avait une ceinture noire au bas du mur.
- Fresques d'Akrotiri, édifice B, pièce B1

"Fresques
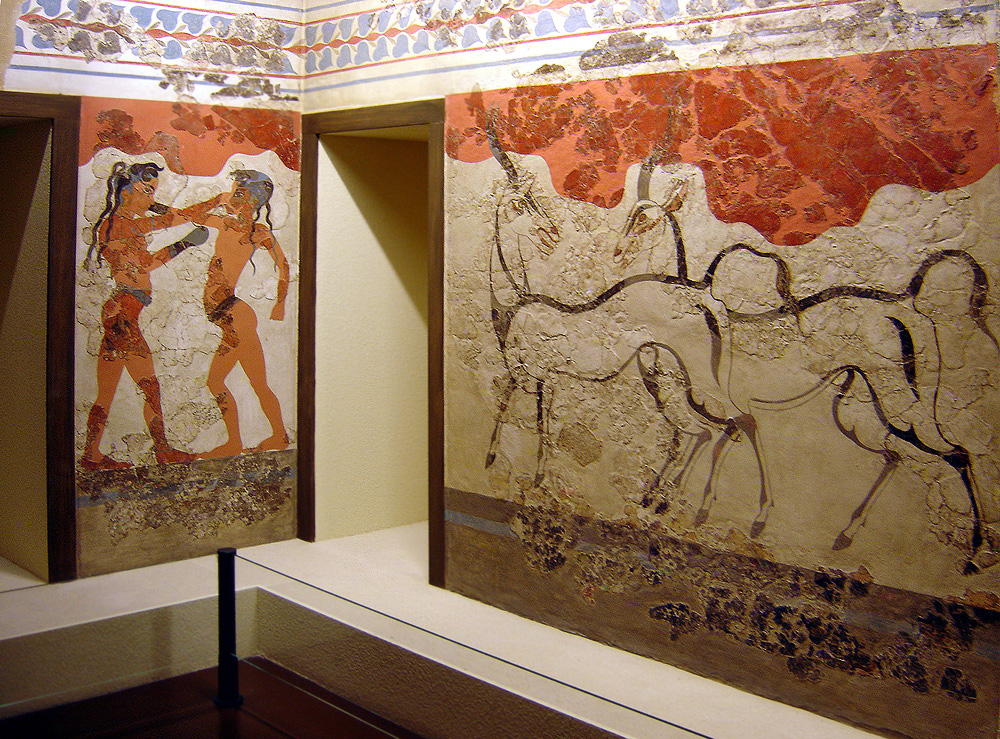
Les « boxeurs » et les « antilopes ».
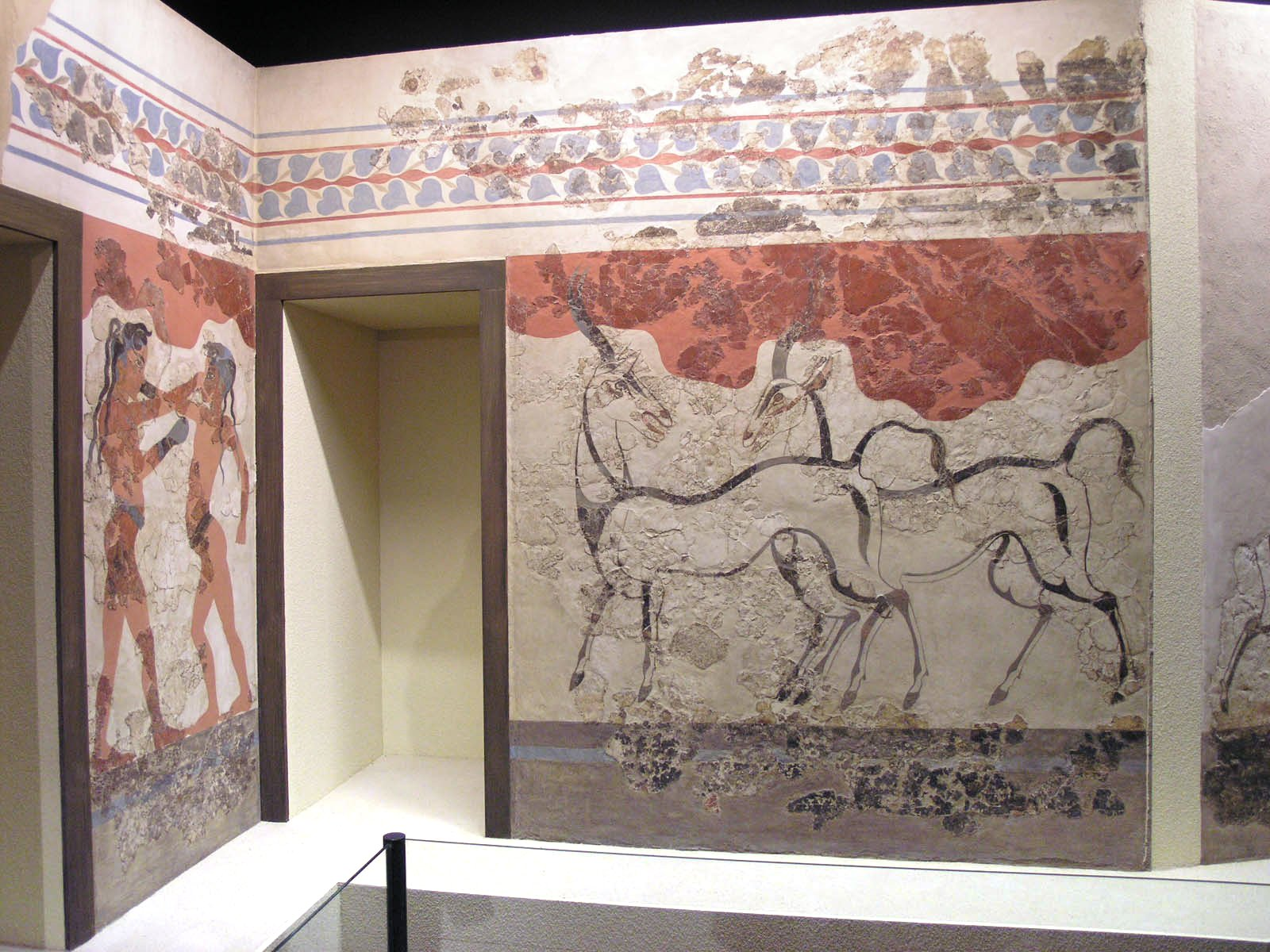
Mur sud et ouest (musée national archéologique).

| Objet | Description           | Origine et datation                        |
| ----- | --------------------- | ------------------------------------------ |
|       | Fresque des antilopes | Akrotiri (Santorin), XVIe siècle av. J.-C. |
|       | Fresque des boxeurs   | Akrotiri (Santorin), XVIe siècle av. J.-C. |

## Sources, références
1. ↑  Semni Karouzou, Guide illustré du musée national archéologique d'Athènes, Ekdotikè Athènôn, Athènes, 1978, p. 159 et 165.
2. ↑  Spyridon Marinatos, Trésors de Théra (Θησαυροί της Θήρας), Έκδοση Εμπορικής Τράπεζας της Ελλάδος, Athènes, 1972